# إدوارد ويكفيلد
إدوارد ويكفيلد هو صحفي وسياسي نيوزيلندي، ولد في 1845، وتوفي في 1924. انتخب عضو مجلس النواب النيوزيلندي ‏.